# I danni del tabacco
I danni del tabacco (in russo: О вреде табака) è un'opera teatrale in un atto unico di Anton Čechov, scritta nel 1886 ma poi riveduto dall'autore nel 1902. 

## Trama
Unico personaggio è Ivan Ivanovič Njuchin, marito di una direttrice di una scuola di musica e di un collegio femminile in cui lui rappresenta il responsabile dell'economia domestica oltre che dell'insegnamento di alcune discipline. A Njuchin la moglie dà il compito di tenere una conferenza riguardante i danni del tabacco, sebbene egli stesso sia un fumatore. 
Tuttavia Njuchin, invece di trattare il tema della conferenza, approfittando del fatto che la moglie non c'è comincia a parlare dei problemi con lei, affermando che è una donna dispotica, avara e sempre di cattivo umore. Esprime inoltre il desiderio di correre lontano da sua moglie e da una vita che definisce volgare e meschina e di voler dimenticare tutto. Arriva addirittura a strapparsi di dosso e a calpestare il frac in cui si è sposato e in cui tiene conferenze, ma alla fine del monologo Njuchin, vedendo che la moglie è arrivata, indossa nuovamente il frac e chiede al pubblico di riferirle che la conferenza sui danni del tabacco ha avuto luogo.